# Zylinderwindelschnecke
Die Zylinderwindelschnecke (Truncatellina cylindrica), auch Gemeine Zylinderwindelschnecke, ist eine Schneckenart der Familie der Windelschnecken (Vertiginidae) aus der Unterordnung der Landlungenschnecken (Stylommatophora).

## Merkmale
Das (fast) zylindrische, am Apex abgeflachte und gerundete Gehäuse ist 1,52 bis 2,25 mm hoch (Mittel 1,82 mm), 0,78 bis 0,94 mm breit (Mittel 0,86 mm) und rechtsgewunden. Es weist 5½ bis 6 Umgänge auf. Die ersten vier Windungen sind an der Außenseite mäßig gerundet, die beiden letzten Windungen flachen sich an der Außenseite ab. Sie nehmen außerdem in der Höhe schneller zu. Die Mündung ist elliptisch, an der Oberseite aber schräg abgeflacht. Der vergleichsweise scharfe und zarte Mündungsrand ist nur schwach lippig verdickt und nur sehr wenig, am Spindel- und Basalrand etwas stärker umgebogen. Es gibt keine in die Mündung hinein ragenden „Zähne“. Der tief-nadelförmige Nabel liegt frei.
Das Gehäuse ist blass hornfarben, die nicht glänzende Oberfläche weist feine, regelmäßige und dichtstehende Rippen auf. Die Zwischenräume sind etwa so breit wie die Rippen. Nach Beobachtungen an Tieren aus Polen sind die Wachstumsunterbrechungen während des Winters durch helle Streifen und leichte Unregelmäßigkeiten in der Schale markiert.
Der Geschlechtsapparat ist vergleichsweise sehr einfach gebaut. Im männlichen Trakt zweigt der Samenleiter (Vas deferens) früh vom Eisamenleiter (Spermovidukt) ab. Er ist wenig gewunden und dringt apikal in den Penis ein. Der Penis erreicht schnell die maximale Dicke, die im letzten Viertel zum Atrium hin auf die Hälfte wieder abnimmt. Der Retraktormuskel setzt am apikalen Teil des Penis an. Im weiblichen Trakt ist der freie Eileiter (Ovidukt) etwas kürzer als die Vagina. Der Stiel der Spermathek ist vergleichsweise kurz und dünn, die Blase klein und länglich-oval.

### Ähnliche Arten
Das Gehäuse ähnelt stark den Gehäusen der Wulstigen Zylinderwindelschnecke (Truncatellina costulata) und der Südlichen Zylinderwindelschnecke (Truncatellina callicratis), letzteres ist etwas schlanker, bei beiden Arten ist es zylindrisch, während das Gehäuse der Zylinderwindelschnecke ganz leicht konisch ist. Das Gehäuse der Südlichen Zylinderwindelschnecke besitzt kräftige, scharfe und weniger dicht stehende Rippen und einen breiten Mundsaum. Südliche und Wulstige Zylinderwindelschnecke besitzen drei in die Mündung hinein ragende Zähne; bei der Südlichen Zylinderschnecke gibt es aber Populationen mit schwach ausgebildeten Zähnen.

## Geographische Verbreitung und Lebensraum
Das Areal der Zylinderwindelschnecke reicht von England im Westen bis Zentralrussland und den Kaukasus. In Mitteleuropa ist sie weit verbreitet, die Vorkommen sind jedoch sehr zerstreut. Im Süden reicht das Areal bis Nordafrika, im Südosten über die Balkanhalbinsel bis in die Türkei und Israel. Sie steigt im Süden bis auf 2800 m über Meereshöhe. Im Norden zieht sich das Areal bis nach Südskandinavien (dänische und schwedische Ostseeinseln); hier sind die Vorkommen auf die Küstenbereiche beschränkt.
Die Art lebt an trockenen bis mäßig trockenen Standorten wie Magerrasen, zwischen Felsen, Geröllhalden und seltener auch auf Sanddünen auf unterschiedlichen, aber kalkhaltigen Böden. Seltener kommt sie auch an grasbewachsenen Stellen in lichten Wäldchen vor. In Mitteleuropa kommt sie auf den Magerrasen typischerweise unter Sedum und Artemisia vor. In der Schweiz wurde sie auch auf nach Süden exponierten, trockenen Kalkfelsen gefunden.

## Lebensweise
Nach Beobachtungen, die in Polen gemacht wurden, legten die Tiere von Mitte Juni bis Ende August ihre Eier ab. Pro Tier wurden nur 4 bis 11 vergleichsweise sehr große Eier abgelegt. Die Eiform war sehr variabel, von kugelig, abgeflacht-kugelig bis fast linsenförmig, und eiförmig bis abgeflacht eiförmig. Der Durchmesser beträgt etwa 0,5 bis 0,6 mm. Die äußere Hülle ist durch unzusammenhängende Calciumcarbonat-Kristalle mineralisiert. Trockneten die Eier etwas aus, schlossen sich die Kristalle zu einer dichten Hülle zusammen und schützen so den Embryo vor dem Austrocknen. Die Jungtiere schlüpften nach 12 bis 24 Tagen, bei einer Temperatur von 21 bis 23 °C schlüpften die meisten Tiere nach 16 bis 17 Tagen, selten länger. Zum Schlüpfzeitpunkt sind 1,2 bis 1,3 Windungen ausgebildet. Etwa 30 % der Jungtiere erreichen die Geschlechtsreife noch im selben Jahr, der Rest überwintert mit Gehäusen von ein bis vier Windungen und wird im Frühjahr des folgenden Jahres geschlechtsreif. Gewöhnlich sterben sie nach der Eiablage, werden also etwa ein Jahr alt. Einige wenige juvenile Tiere überwintern ein zweites Mal und werden erst im darauffolgenden Jahr geschlechtsreif, werden also bis zu zwei Jahre alt.

## Taxonomie
Das Taxon wurde 1807 durch André Étienne d’Audebert de Férussac als Vertigo cylindrica erstmals beschrieben. Die Fauna Europaea listet folgende Synonyme:
- Truncatellina costigerella Lindholm 1926
- Helix minuta O.F. Müller 1774
- Pupa minutissima W. Hartmann, 1821
- Truncatellina monodonta Pollonera, 1885
- Pupa odontostoma Westerlund, 1875
- Vertigo pupula Held, 1837
- Truncatellina tauricola Lindholm, 1926

## Gefährdung
Die Art ist vor allem durch die Zerstörung der Habitate gefährdet. In England sind wohl die meisten Populationen erloschen. In Irland und wahrscheinlich auch in Schottland ist die Art bereits verschwunden. In England und Deutschland gilt die Art als gefährdet.